# ماریا گادو
ماریا گادو (به لاتین: Maria Gadú) (زاده ۴ دسامبر ۱۹۸۶ در سائوپائولو) خواننده، ترانه سرا و گیتاریست برزیلی است. وی دو بار نامزد جایزه گرمی لاتین شده و اولین آلبوم خود را با عنوان Maria Gadú در سال ۲۰۰۹ منتشر کرده‌است.